# Zračna luka Piarco
Zračna luka Piarco (IATA: POS, ICAO: TTPP) glavna je zračna luka u Trinidadu i Tobagu, smještena u Piarcu, gradu u sjevernom dijelu otoka Trinidada, oko 25 km istočno od glavnog grada Port of Spaina. Jedna je od dvije međunarodne zračne luke u državi. Zračna luka ima jednu pistu i dva heliodroma.

## Vanjske poveznice
- http://www.piarcoairport.com/